# 캄보디아 국가 올림픽 위원회
캄보디아 국가 올림픽 위원회(크메르어: គណៈកម្មាធិការជាតិអូឡាំពិកកម្ពុជា, 영어: National Olympic Committee of Cambodia)는 캄보디아를 대표하는 국가 올림픽 위원회이다. IOC 코드는 CAM이다. 본부는 프놈펜에 있으며 아시아 올림픽 평의회에 소속되어 있다.
1983년에 설립했으며 1994년에 국제 올림픽 위원회의 승인을 받았다. 올림픽, 아시안 게임, 동남아시아 경기 대회를 비롯한 국제 스포츠 대회에 참가하는 캄보디아의 선수들을 대표한다.